# Kattencafé

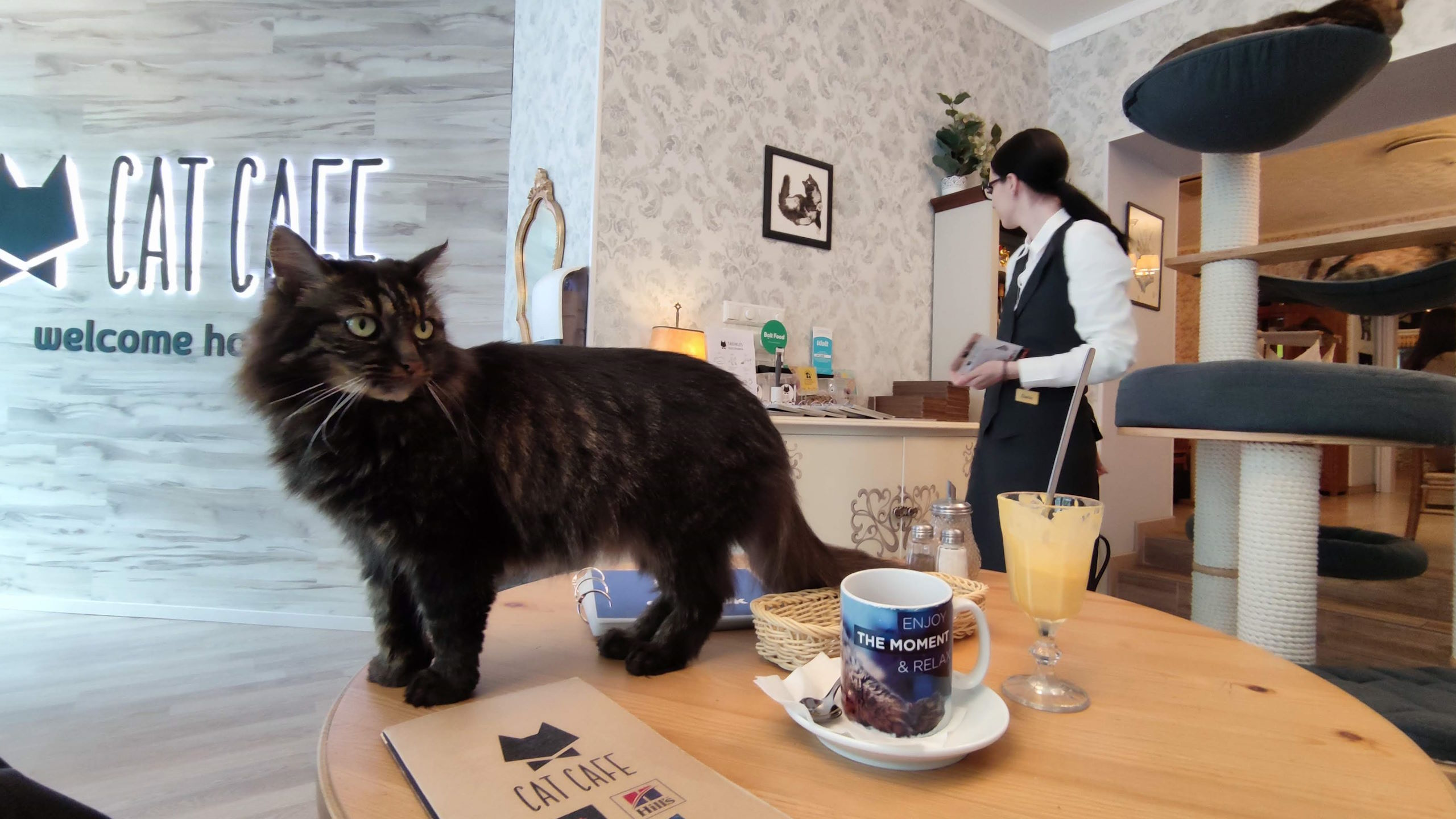
Een kattencafé in Vilnius, Litouwen

Een kattencafé is een themacafé waarin katten vrij rondlopen en waarmee bezoekers contact kunnen maken. Het concept ontstond in Oost-Azië en verspreidde zich nadien wereldwijd. Bezoekers kunnen er eten en drinken bestellen terwijl zij in het gezelschap van katten verblijven. Veel kattencafés werken samen met dierenasielen: de aanwezige katten zijn dan beschikbaar voor adoptie en kunnen via het café een nieuw thuis vinden.

## Concept
Het primaire doel van een bezoek aan een kattencafé is de interactie met de aanwezige katten. Bezoekers kunnen de dieren observeren, aaien en soms met ze spelen, mits dit toegelaten wordt. De horecagelegenheid biedt doorgaans een assortiment aan dranken zoals koffie, thee en frisdranken, en vaak ook gebak of lichte maaltijden.
De toegang tot een kattencafé kan op verschillende manieren geregeld zijn. Sommige kattencafés vragen een entreeprijs, vaak berekend per uur of bezoek, terwijl andere werken met een verplichte minimale besteding aan consumpties. Soms is de toegang gratis, maar wordt wel een consumptie verwacht. Om de drukte te reguleren en de katten rust te gunnen, is reserveren vooraf soms noodzakelijk.
De inrichting van een kattencafé is specifiek afgestemd op de behoeften van de katten. Er zijn doorgaans volop krabpalen, klimmogelijkheden zoals planken aan de muur, diverse mandjes en andere comfortabele rustplaatsen aanwezig. Een kenmerk van een verantwoord kattencafé is de aanwezigheid van een aparte, voor bezoekers ontoegankelijke ruimte waar de katten zich kunnen terugtrekken.

## Geschiedenis
Het eerste kattencafé ter wereld, Cat Flower Garden (貓花園), opende in 1998 in Taipei, Taiwan. Het concept verwierf grote populariteit in Japan, waar het eerste café in 2004 in Osaka opende. De populariteit in Japan wordt deels toegeschreven aan de hoge bevolkingsdichtheid en de strenge regels omtrent huisdierbezit in veel appartementencomplexen, waardoor veel mensen geen eigen kat kunnen houden. Tien jaar later, in 2014, telde Japan al meer dan 150 kattencafés.
Vanaf 2012 verspreidde het fenomeen zich naar Europa. Het eerste Europese kattencafé opende in Wenen. Steden als Boedapest, München, Berlijn en Madrid volgden in 2013. Ook in Noord-Amerika en andere delen van de wereld vestigden zich sindsdien kattencafés.

## Regelgeving en hygiëne
In Nederland zijn kattencafés onderhevig aan de geldende wet- en regelgeving voor horecabedrijven en voedselveiligheid. Dit houdt in de meeste jurisdicties in dat er strikte scheiding moet zijn tussen de ruimtes waar dieren verblijven en de ruimtes waar voedsel wordt bereid of opgeslagen. Er bestaat niet altijd specifieke wetgeving die expliciet gericht is op kattencafés, waardoor ze vaak vallen onder algemene horeca- en dierenwelzijnsregels. De Nederlandse Voedsel- en Warenautoriteit kan controles uitvoeren op het gebied van hygiëne en dierenwelzijn.

## Welzijn

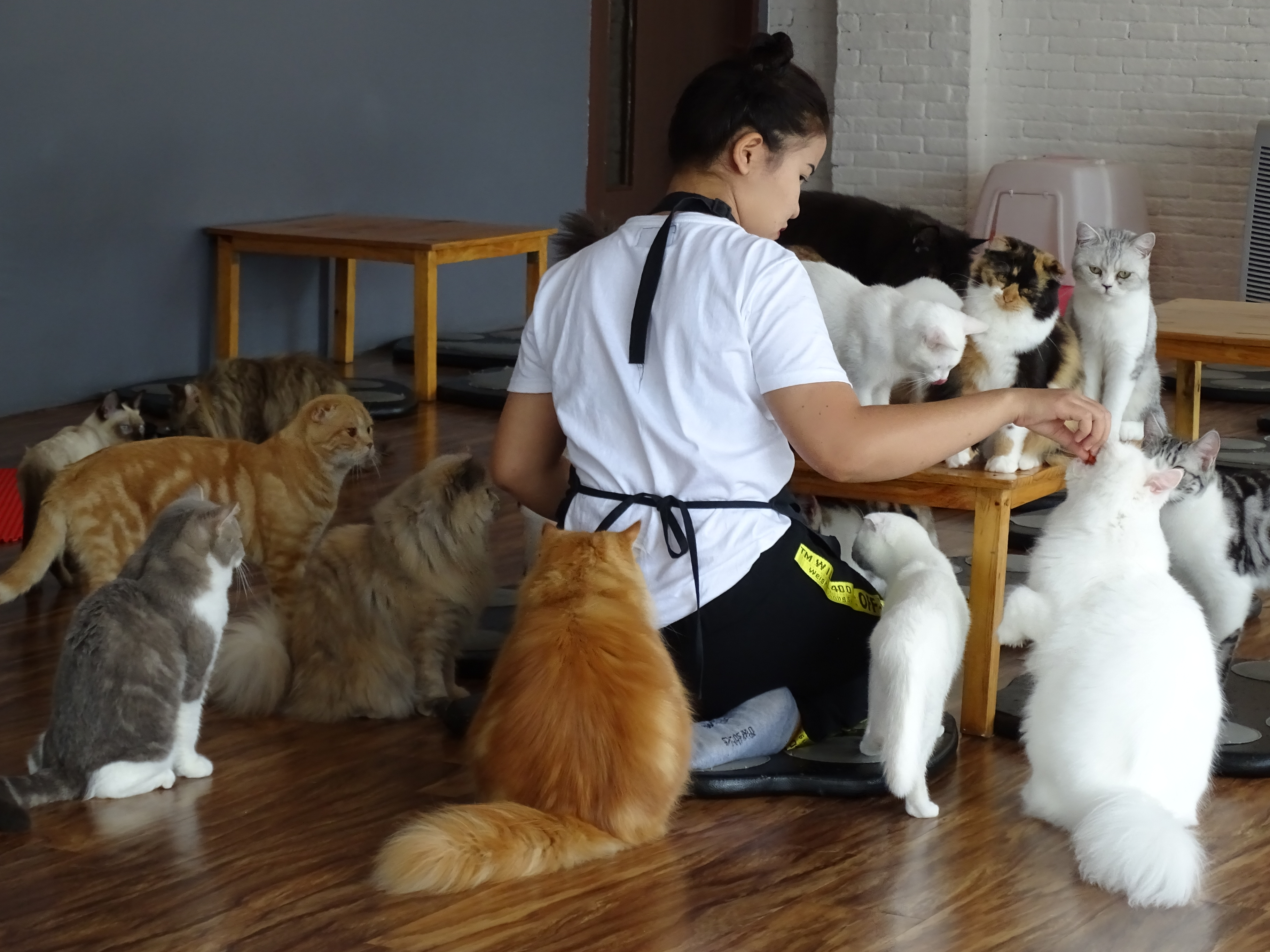
Een medewerker van een kattencafé voert katten in Chiang Rai, Thailand

Het welzijn van de katten staat centraal bij de exploitatie van een kattencafé. De dieren worden specifiek geselecteerd op basis van hun sociale karakter en hun vermogen om goed om te gaan met een omgeving met wisselende mensen en andere katten. Sommige cafés hebben een vaste groep katten die permanent in het café verblijven.
Verantwoorde kattencafés nemen diverse maatregelen om het welzijn te waarborgen. Dit omvat het voorzien in voldoende bewegingsruimte en mentale verrijking, het handhaven van strikte hygiënemaatregelen zoals de regelmatige reiniging van kattenbakken, voederplaatsen en de algemene verblijfsruimte, en het garanderen van toegang tot vers water, gepaste voeding en noodzakelijke veterinaire zorg. Sommige kattencafés kiezen voor samenwerking met dierenwelzijnsorganisaties, die kunnen adviseren over de selectie, huisvesting en verzorging van de katten.
Daarnaast hanteren kattencafés specifieke huisregels. Deze regels zijn bedoeld om stress bij de dieren te minimaliseren en een veilige omgeving te waarborgen. Veelvoorkomende richtlijnen zijn bijvoorbeeld het niet storen van slapende katten, het niet optillen van de dieren zonder toestemming, het verbod op het voeren van de katten met eigen consumpties, het vermijden van flitsfotografie, en vaak de verplichting om handen te desinfecteren bij binnenkomst.

### Rol bij adoptie
Een significant aantal kattencafés vervult een actieve rol in het herplaatsen van asielkatten door samen te werken met lokale dierenasielen. Ze bieden deze katten een tijdelijk onderkomen in een omgeving die vaak als huiselijker en socialer wordt ervaren dan een traditioneel asiel. Dit vergroot de zichtbaarheid van de adoptiekatten en stelt potentiële adoptanten in staat om de dieren in een ontspannen setting te leren kennen. Wanneer een bezoeker serieuze interesse toont in het adopteren van een kat, wordt een formele adoptieprocedure in gang gezet. Deze procedure wordt doorgaans uitgevoerd door, of in nauwe samenwerking met, het asiel om een verantwoorde plaatsing te garanderen.

## Kritiek
Het concept van kattencafés is niet geheel onomstreden. Sommige dierenwelzijnsorganisaties en deskundigen op het gebied van kattengedrag uiten soms zorgen over verschillende aspecten van dit type onderneming. Een belangrijk aandachtspunt is de potentiële stress die de katten kunnen ervaren door de constante aanwezigheid van wisselende bezoekers, geluiden en de algemene drukte van een horecagelegenheid.
Er worden ook vragen gesteld bij de geschiktheid van een commerciële ruimte als permanente leefomgeving, met name of deze voldoende ruimte en mogelijkheden biedt voor natuurlijk kattengedrag. Gezien de territoriale aard van katten, kunnen er bovendien spanningen ontstaan binnen de groep katten die samen in één ruimte leven. Critici wijzen soms op het risico dat commerciële belangen zwaarder wegen dan het welzijn van de dieren.